# Bulbophyllum newportii
Bulbophyllum newportii là một loài phong lan thuộc chi Bulbophyllum.